# 聖胡安伊斯科伊

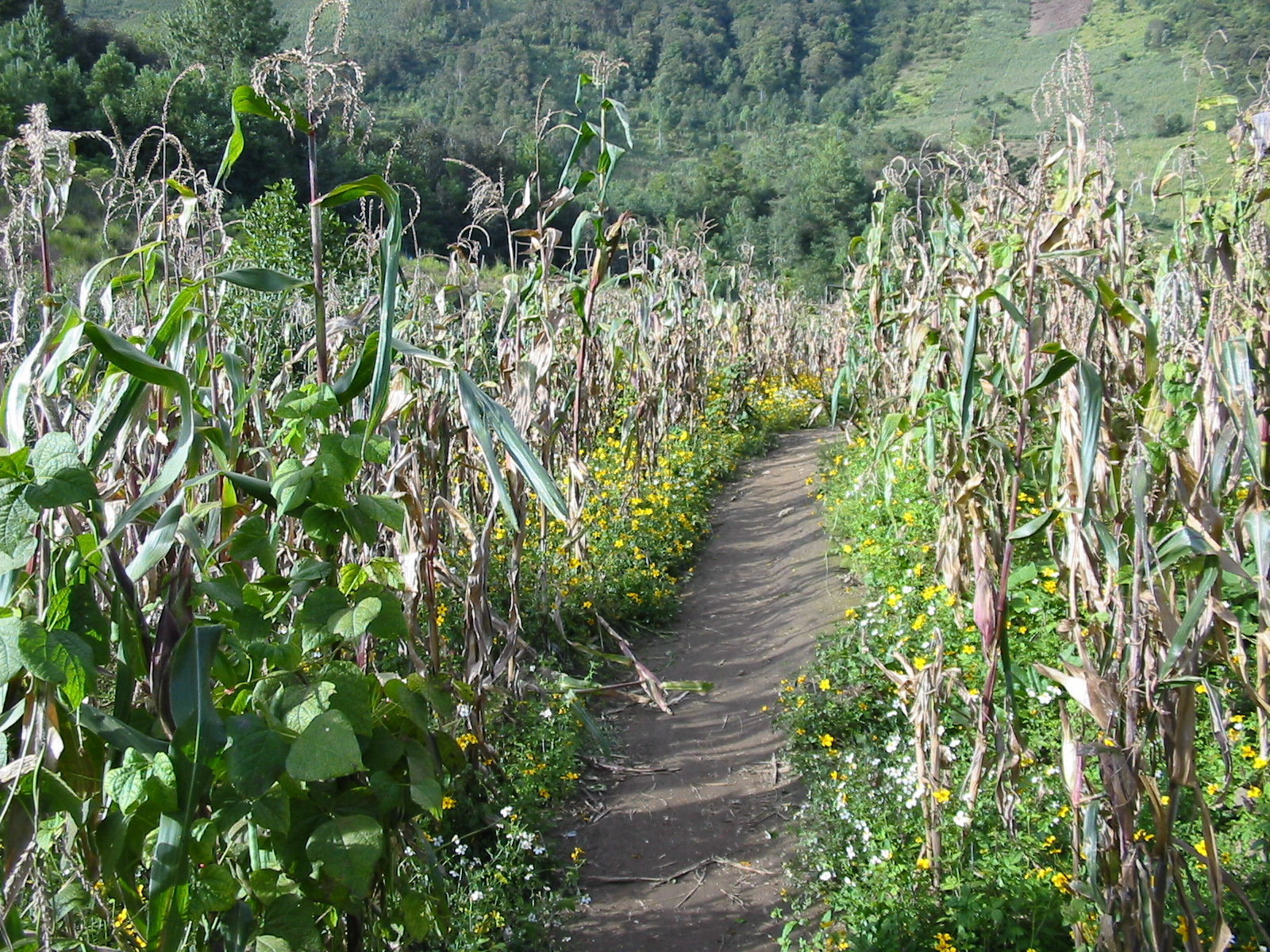

聖胡安伊斯科伊（西班牙語：San Juan Ixcoy），是危地馬拉的城鎮，位於該國西北部，由韋韋特南戈省負責管轄，面積224平方公里，海拔高度2,401米，2002年人口19,367，人口密度每平方公里86.46人。